# Matt Hoopes
Matthew Ryan Hoopes, detto Matt (Canton, 15 febbraio 1981), è un chitarrista statunitense, conosciuto come membro del gruppo musicale christian rock Relient K.